# 126P/IRAS
126P/IRAS, komet Jupiterove obitelji. Nazvan po IRASu (Infrared Astronomical Satellite).